# Dwadiyeh
Dwadiyeh (tiếng Ả Rập: الدوادية) là một ngôi làng Syria nằm ở Sinjar Nahiyah ở huyện Maarrat al-Nu'man, Idlib. Theo Cục Thống kê Trung ương Syria (CBS), Dwadiyeh có dân số 396 trong cuộc điều tra dân số năm 2004.